# کریستی کارلسون رومانو
 کریستی کارلسون رومانو (انگلیسی: Christy Carlson Romano؛ زادهٔ ۲۰ مارس ۱۹۸۴) یک هنرپیشه،و خواننده اهل ایالات متحده آمریکا است.

## فیلم ها
- دزدیدن پنج
- همه می‌گویند دوستت دارم
- هنری فول
- کینگدام هارتس
- فاینال فانتزی ۷: ظهور کودکان
- وی همچنین صداپیشه ی شخصیت کیمبرلی ان "کیم" پاسیبل در مجموعه فیلم های انیمیشن کیم پاسیبل بوده است.